# Edgaras Jankauskas
Edgaras Jankauskas (Vilnius, 12 marzo 1975) è un allenatore di calcio ed ex calciatore lituano, di ruolo attaccante, commissario tecnico della nazionale lituana.

## Caratteristiche tecniche

### Giocatore
Era un centravanti, in possesso di una discreta tecnica, a cui abbinava una buona visione di gioco, che aveva nella prestanza fisica e nel gioco aereo le sue doti migliori.

## Carriera

### Giocatore

#### Club
Inizia a giocare a calcio nelle giovanili del Panerys Vilnius. A 16 anni viene ingaggiato dallo Žalgiris. Nel 1996 si trasferisce in Russia, firmando un contratto con il CSKA Mosca, che nel 1997 lo cede al Torpedo Mosca. A novembre viene ingaggiato dal Club Bruges, nel campionato belga. Termina la stagione segnando 8 reti in 17 incontri, contribuendo alla vittoria del campionato. L'8 agosto si aggiudica la Supercoppa del Belgio, battendo 2-1 il Genk.
Nel 2000 si trasferisce alla Real Sociedad in cambio di 2.4 milioni di euro. Esordisce in Liga il 23 gennaio 2000 contro l'Atlético Madrid (1-1), segnando la rete del pareggio basco. Termina la stagione segnando 4 reti.
Nel 2002, nel corso della sessione invernale di mercato, passa in prestito al Benfica. Dopo aver messo a segno 8 reti in 12 apparizioni, il 1º giugno 2002 si trasferisce a titolo definitivo al Porto in cambio di 2.3 milioni di euro, firmando un accordo valido per cinque stagioni. Nonostante venga impiegato come riserva da José Mourinho, termina la stagione segnando 14 reti, vincendo il campionato, la Coppa di Portogallo e la Coppa UEFA.
La stagione successiva comincia con la vittoria della Supercoppa portoghese, grazie al successo per 1-0 contro l'União Leiria. Il 16 marzo 2004 segna una tripletta contro il Braga nella semifinale di Coppa di Portogallo (1-3 il risultato finale). A fine stagione la squadra vince il campionato con cinque giornate d'anticipo. L'annata è caratterizzata dalla storica vittoria in UEFA Champions League, diciassette anni dopo la prima: i Dragões si impongono per 3-0 sui francesi del Monaco nella finale giocata all'Arena AufSchalke di Gelsenkirchen.
Il 31 agosto 2004 passa in prestito al Nizza. Nel 2005 viene ingaggiato dal FBK Kaunas, che il 25 luglio lo cede in prestito agli Hearts, nel campionato scozzese. A fine stagione vince la Coppa di Scozia. Nel 2007 si trasferisce a Cipro, firmando un contratto con l'AEK Larnaca. Il 30 gennaio 2008 torna in Portogallo, accordandosi con il Belenenses. In estate viene ingaggiato dallo Skonto, formazione impegnata nel campionato lettone.
Il 1º luglio 2009 viene tesserato dal N.E. Revolution, in MLS. Il 30 settembre 2010 rescinde consensualmente il contratto che lo legava alla società statunitense. Nel 2011 passa a parametro zero al Fakel Voronež, nella seconda divisione russa. A luglio si ritira all'età di 36 anni.

#### Nazionale
Esordisce in nazionale a 16 anni, il 15 novembre 1991 contro l'Estonia in Coppa del Baltico, subentrando al 58' al posto di Stanislovas Vitkovskis. Mette a segno la sua prima rete in nazionale il 5 ottobre 1996 in Lituania-Islanda (2-0), incontro di qualificazione ai Mondiali 1998. È stato eletto cinque volte calciatore lituano dell'anno dalla LFF (1997, 1998, 2000, 2001, 2004). In totale conta 56 presenze e 10 reti con la selezione lituana.

### Allenatore
Inizia la carriera da tecnico nel 2011, affiancando José Couceiro sulla panchina del Lokomotiv Mosca. Il 2 luglio 2012 viene annunciato il suo ingresso nello staff tecnico degli Hearts, nel ruolo di vice-allenatore, alle spalle di John McGlynn. Il 22 maggio 2013 lascia l'incarico. Il 4 marzo 2014 viene ingaggiato dal Trakai, formazione impegnata nel campionato lituano. Il 3 novembre 2014 viene sollevato dall'incarico.
Il 12 gennaio 2016 viene nominato CT della nazionale lituana. Il 4 dicembre 2018 viene sollevato dall'incarico. Il 30 gennaio 2023 gli viene nuovamente affidata la panchina della selezione lituana.

## Statistiche

### Presenze e reti nei club
Statistiche aggiornate al 27 giugno 2011.
| Stagione               | Squadra                | Campionato             | Campionato | Campionato | Coppe nazionali | Coppe nazionali | Coppe nazionali | Coppe continentali | Coppe continentali | Coppe continentali | Altre coppe | Altre coppe | Altre coppe | Totale | Totale |
| Stagione               | Squadra                | Comp                   | Pres       | Reti       | Comp            | Pres            | Reti            | Comp               | Pres               | Reti               | Comp        | Pres        | Reti        | Pres   | Reti   |
| ---------------------- | ---------------------- | ---------------------- | ---------- | ---------- | --------------- | --------------- | --------------- | ------------------ | ------------------ | ------------------ | ----------- | ----------- | ----------- | ------ | ------ |
| 1991-1992              | Žalgiris               | A                      | 14         | 2          | CL              | 1               | 0               | -                  | -                  | -                  | -           | -           | -           | 15     | 2      |
| 1992-1993              | Žalgiris               | A                      | 15         | 2          | CL              | 2               | 0               | UCL                | 0                  | 0                  | -           | -           | -           | 17     | 2      |
| 1993-1994              | Žalgiris               | A                      | 17         | 6          | CL              | 3               | 4               | CdC                | 0                  | 0                  | -           | -           | -           | 20     | 10     |
| 1994-1995              | Žalgiris               | A                      | 20         | 6          | CL              | 5               | 5               | CdC                | 4                  | 1                  | -           | -           | -           | 29     | 12     |
| 1995-1996              | Žalgiris               | A                      | 27         | 25         | CL              | 4               | 4               | CdC                | 4                  | 0                  | -           | -           | -           | 35     | 29     |
| Totale Žalgiris        | Totale Žalgiris        | Totale Žalgiris        | 93         | 41         |                 | 15              | 13              |                    | 8                  | 1                  |             | -           | -           | 116    | 55     |
| 1996                   | CSKA Mosca             | PL                     | 18         | 9          | KR              | -               | -               | CU                 | 4                  | 2                  | -           | -           | -           | 22     | 11     |
| 1997                   | Torpedo Mosca          | PL                     | 29         | 10         | KR              | 3               | 0               | Int.               | 2                  | 1                  | -           | -           | -           | 34     | 11     |
| 1997-1998              | Club Bruges            | D1                     | 17         | 8          | CB              | 4               | 0               | CU                 | -                  | -                  | -           | -           | -           | 21     | 8      |
| 1998-1999              | Club Bruges            | D1                     | 22         | 5          | CB              | 0               | 0               | UCL+CU             | 4+6                | 0+1                | SB          | 0           | 0           | 32     | 6      |
| 1999-gen. 2000         | Club Bruges            | D1                     | 14         | 3          | CB              | 1               | 0               | CU                 | 4                  | 4                  | -           | -           | -           | 19     | 7      |
| Totale Club Bruges     | Totale Club Bruges     | Totale Club Bruges     | 53         | 16         |                 | 5               | 0               |                    | 14                 | 5                  |             | 0           | 0           | 72     | 21     |
| gen.-giu. 2000         | Real Sociedad          | PD                     | 15         | 4          | CR              | -               | -               | -                  | -                  | -                  | -           | -           | -           | 15     | 4      |
| 2000-2001              | Real Sociedad          | PD                     | 27         | 11         | CR              | 1               | 0               | -                  | -                  | -                  | -           | -           | -           | 28     | 11     |
| 2001-gen. 2002         | Real Sociedad          | PD                     | 13         | 4          | CR              | 0               | 0               | -                  | -                  | -                  | -           | -           | -           | 13     | 4      |
| Totale Real Sociedad   | Totale Real Sociedad   | Totale Real Sociedad   | 55         | 19         |                 | 1               | 0               |                    | -                  | -                  |             | -           | -           | 56     | 19     |
| gen.-giu. 2002         | Benfica                | PL                     | 12         | 8          | CP              | -               | -               | -                  | -                  | -                  | -           | -           | -           | 12     | 8      |
| 2002-2003              | Porto                  | PL                     | 30         | 9          | CP              | 5               | 1               | CU                 | 9                  | 4                  | -           | -           | -           | 44     | 14     |
| 2003-2004              | Porto                  | PL                     | 24         | 2          | CP              | 3               | 3               | UCL                | 10                 | 0                  | SP+SU       | 0+1         | 0           | 38     | 5      |
| Totale Porto           | Totale Porto           | Totale Porto           | 54         | 11         |                 | 8               | 4               |                    | 19                 | 4                  |             | 1           | 0           | 82     | 19     |
| 2004-2005              | Nizza                  | L1                     | 21         | 0          | CF+CdL          | 2+1             | 1+0             | -                  | -                  | -                  | -           | -           | -           | 24     | 1      |
| 2005-2006              | Hearts                 | PL                     | 25         | 8          | SC+CdL          | 4+1             | 2+1             | -                  | -                  | -                  | -           | -           | -           | 30     | 11     |
| 2006-2007              | Hearts                 | PL                     | 13         | 1          | SC+CdL          | 1+0             | 0               | UCL+CU             | 3+0                | 0                  | -           | -           | -           | 17     | 1      |
| Totale Hearts          | Totale Hearts          | Totale Hearts          | 38         | 9          |                 | 6               | 3               |                    | 3                  | 0                  |             | -           | -           | 47     | 12     |
| 2007-gen. 2008         | AEK Larnaca            | A                      | 15         | 4          | CC              | 0               | 0               | -                  | -                  | -                  | -           | -           | -           | 15     | 4      |
| gen.-giu. 2008         | Belenenses             | PL                     | 5          | 0          | CP+CdL          | -               | -               | -                  | -                  | -                  | -           | -           | -           | 5      | 0      |
| 2008                   | Skonto                 | VL                     | 2+8        | 0+2        | CL              | 0               | 0               | -                  | -                  | -                  | -           | -           | -           | 10     | 2      |
| gen.-giu. 2009         | REO Vilnius            | 2L                     | 4          | 8          | CL              | 0               | 0               | -                  | -                  | -                  | -           | -           | -           | 4      | 8      |
| 2009                   | N.E. Revolution        | MLS                    | 10+2       | 2          | USOC            | 0               | 0               | SL                 | 1                  | 1                  | -           | -           | -           | 13     | 2      |
| 2010                   | N.E. Revolution        | MLS                    | 4          | 0          | USOC            | 0               | 0               | SL                 | 0                  | 0                  | -           | -           | -           | 4      | 0      |
| Totale N.E. Revolution | Totale N.E. Revolution | Totale N.E. Revolution | 14+2       | 2          |                 | 0               | 0               |                    | 1                  | 1                  |             | -           | -           | 17     | 2      |
| gen.-giu. 2011         | Fakel Voronež          | 1D                     | 10         | 0          | KR              | 0               | 0               | -                  | -                  | -                  | -           | -           | -           | 10     | 0      |
| Totale carriera        | Totale carriera        | Totale carriera        | 433        | 139        |                 | 41              | 21              |                    | 51                 | 14                 |             | 1           | 0           | 526    | 173    |

### Cronologia presenze e reti in nazionale
| Cronologia completa delle presenze e delle reti in nazionale ― Lituania | Cronologia completa delle presenze e delle reti in nazionale ― Lituania | Cronologia completa delle presenze e delle reti in nazionale ― Lituania | Cronologia completa delle presenze e delle reti in nazionale ― Lituania | Cronologia completa delle presenze e delle reti in nazionale ― Lituania | Cronologia completa delle presenze e delle reti in nazionale ― Lituania | Cronologia completa delle presenze e delle reti in nazionale ― Lituania | Cronologia completa delle presenze e delle reti in nazionale ― Lituania |
| Data                                                                    | Città                                                                   | In casa                                                                 | Risultato                                                               | Ospiti                                                                  | Competizione                                                            | Reti                                                                    | Note                                                                    |
| ----------------------------------------------------------------------- | ----------------------------------------------------------------------- | ----------------------------------------------------------------------- | ----------------------------------------------------------------------- | ----------------------------------------------------------------------- | ----------------------------------------------------------------------- | ----------------------------------------------------------------------- | ----------------------------------------------------------------------- |
| 15-11-1991                                                              | Klaipėda                                                                | Lituania                                                                | 4 – 1                                                                   | Estonia                                                                 | Coppa del Baltico 1991                                                  | -                                                                       | 58’                                                                     |
| 11-10-1995                                                              | Vilnius                                                                 | Lituania                                                                | 5 – 0                                                                   | Estonia                                                                 | Qual. Euro 1996                                                         | -                                                                       | 46’                                                                     |
| 21-2-1996                                                               | Haifa                                                                   | Israele                                                                 | 4 – 2                                                                   | Lituania                                                                | Amichevole                                                              | -                                                                       |                                                                         |
| 31-8-1996                                                               | Bucarest                                                                | Romania                                                                 | 3 – 0                                                                   | Lituania                                                                | Qual. Mondiali 1998                                                     | -                                                                       |                                                                         |
| 5-10-1996                                                               | Vilnius                                                                 | Lituania                                                                | 2 – 0                                                                   | Islanda                                                                 | Qual. Mondiali 1998                                                     | 1                                                                       |                                                                         |
| 9-10-1996                                                               | Vilnius                                                                 | Lituania                                                                | 2 – 1                                                                   | Liechtenstein                                                           | Qual. Mondiali 1998                                                     | 1                                                                       |                                                                         |
| 2-4-1997                                                                | Vilnius                                                                 | Lituania                                                                | 0 – 1                                                                   | Romania                                                                 | Qual. Mondiali 1998                                                     | -                                                                       |                                                                         |
| 30-4-1997                                                               | Eschen                                                                  | Liechtenstein                                                           | 0 – 2                                                                   | Lituania                                                                | Qual. Mondiali 1998                                                     | 1                                                                       | 67’                                                                     |
| 11-6-1997                                                               | Reykjavík                                                               | Islanda                                                                 | 0 – 0                                                                   | Lituania                                                                | Qual. Mondiali 1998                                                     | -                                                                       |                                                                         |
| 20-8-1997                                                               | Dublino                                                                 | Irlanda                                                                 | 0 – 0                                                                   | Lituania                                                                | Qual. Mondiali 1998                                                     | -                                                                       | 59’                                                                     |
| 6-9-1997                                                                | Vilnius                                                                 | Lituania                                                                | 2 – 0                                                                   | Macedonia                                                               | Qual. Mondiali 1998                                                     | -                                                                       | 81’                                                                     |
| 10-9-1997                                                               | Vilnius                                                                 | Lituania                                                                | 1 – 2                                                                   | Irlanda                                                                 | Qual. Mondiali 1998                                                     | -                                                                       | 46’                                                                     |
| 11-10-1997                                                              | Skopje                                                                  | Macedonia                                                               | 1 – 2                                                                   | Lituania                                                                | Qual. Mondiali 1998                                                     | -                                                                       | 86’                                                                     |
| 29-4-1998                                                               | Ñuñoa                                                                   | Cile                                                                    | 1 – 0                                                                   | Lituania                                                                | Amichevole                                                              | -                                                                       |                                                                         |
| 5-9-1998                                                                | Vilnius                                                                 | Lituania                                                                | 0 – 0                                                                   | Scozia                                                                  | Qual. Euro 2000                                                         | -                                                                       |                                                                         |
| 10-10-1998                                                              | Vilnius                                                                 | Lituania                                                                | 0 – 0                                                                   | Fær Øer                                                                 | Qual. Euro 2000                                                         | -                                                                       |                                                                         |
| 14-10-1998                                                              | Vilnius                                                                 | Lituania                                                                | 4 – 2                                                                   | Bosnia ed Erzegovina                                                    | Qual. Euro 2000                                                         | -                                                                       | 8’ 79’                                                                  |
| 27-3-1999                                                               | Teplice                                                                 | Rep. Ceca                                                               | 2 – 0                                                                   | Lituania                                                                | Qual. Euro 2000                                                         | -                                                                       | 28’ 67’                                                                 |
| 4-9-1999                                                                | Vilnius                                                                 | Lituania                                                                | 0 – 4                                                                   | Rep. Ceca                                                               | Qual. Euro 2000                                                         | -                                                                       | 20’                                                                     |
| 26-4-2000                                                               | Kaunas                                                                  | Lituania                                                                | 2 – 1                                                                   | Lettonia                                                                | Amichevole                                                              | -                                                                       | 49’                                                                     |
| 3-6-2000                                                                | Kaunas                                                                  | Lituania                                                                | 1 – 2                                                                   | Armenia                                                                 | Amichevole                                                              | 1                                                                       |                                                                         |
| 7-10-2000                                                               | Kaunas                                                                  | Lituania                                                                | 0 – 4                                                                   | Georgia                                                                 | Qual. Mondiali 2002                                                     | -                                                                       |                                                                         |
| 11-10-2000                                                              | Kaunas                                                                  | Lituania                                                                | 1 – 6                                                                   | Ungheria                                                                | Qual. Mondiali 2002                                                     | -                                                                       |                                                                         |
| 28-2-2001                                                               | Nicosia                                                                 | Romania                                                                 | 3 – 0                                                                   | Lituania                                                                | Amichevole                                                              | -                                                                       |                                                                         |
| 28-3-2001                                                               | Trieste                                                                 | Italia                                                                  | 4 – 0                                                                   | Lituania                                                                | Qual. Mondiali 2002                                                     | -                                                                       | 66’                                                                     |
| 15-8-2001                                                               | Kaunas                                                                  | Lituania                                                                | 2 – 3                                                                   | Israele                                                                 | Amichevole                                                              | 1                                                                       | 85’                                                                     |
| 1-9-2001                                                                | Kaunas                                                                  | Lituania                                                                | 0 – 0                                                                   | Italia                                                                  | Qual. Mondiali 2002                                                     | -                                                                       |                                                                         |
| 5-9-2001                                                                | Tbilisi                                                                 | Georgia                                                                 | 2 – 0                                                                   | Lituania                                                                | Qual. Mondiali 2002                                                     | -                                                                       | 84’                                                                     |
| 7-9-2002                                                                | Kaunas                                                                  | Lituania                                                                | 0 – 2                                                                   | Germania                                                                | Qual. Euro 2004                                                         | -                                                                       | 78’                                                                     |
| 12-2-2003                                                               | Antalya                                                                 | Lettonia                                                                | 2 – 1                                                                   | Lituania                                                                | Amichevole                                                              | -                                                                       |                                                                         |
| 29-3-2003                                                               | Norimberga                                                              | Germania                                                                | 1 – 1                                                                   | Lituania                                                                | Qual. Euro 2004                                                         | -                                                                       | 90+4’                                                                   |
| 2-4-2003                                                                | Kaunas                                                                  | Lituania                                                                | 1 – 0                                                                   | Scozia                                                                  | Qual. Euro 2004                                                         | -                                                                       | 62’                                                                     |
| 11-6-2003                                                               | Kaunas                                                                  | Lituania                                                                | 0 – 3                                                                   | Islanda                                                                 | Qual. Euro 2004                                                         | -                                                                       | 76’                                                                     |
| 10-9-2003                                                               | Toftir                                                                  | Fær Øer                                                                 | 1 – 3                                                                   | Lituania                                                                | Qual. Euro 2004                                                         | -                                                                       | 73’                                                                     |
| 11-10-2003                                                              | Glasgow                                                                 | Scozia                                                                  | 1 – 0                                                                   | Lituania                                                                | Qual. Euro 2004                                                         | -                                                                       |                                                                         |
| 28-4-2004                                                               | Minsk                                                                   | Bielorussia                                                             | 1 – 0                                                                   | Lituania                                                                | Amichevole                                                              | -                                                                       | Cap.                                                                    |
| 4-9-2004                                                                | Charleroi                                                               | Belgio                                                                  | 1 – 1                                                                   | Lituania                                                                | Qual. Mondiali 2006                                                     | 1                                                                       | Cap.                                                                    |
| 8-9-2004                                                                | Kaunas                                                                  | Lituania                                                                | 4 – 0                                                                   | San Marino                                                              | Qual. Mondiali 2006                                                     | 2                                                                       | Cap. 68’                                                                |
| 13-10-2004                                                              | Vilnius                                                                 | Lituania                                                                | 0 – 0                                                                   | Spagna                                                                  | Qual. Mondiali 2006                                                     | -                                                                       |                                                                         |
| 9-2-2005                                                                | Tbilisi                                                                 | Georgia                                                                 | 1 – 0                                                                   | Lituania                                                                | Amichevole                                                              | -                                                                       | 79’                                                                     |
| 30-3-2005                                                               | Sarajevo                                                                | Bosnia ed Erzegovina                                                    | 1 – 1                                                                   | Lituania                                                                | Qual. Mondiali 2006                                                     | -                                                                       |                                                                         |
| 17-8-2005                                                               | Vilnius                                                                 | Lituania                                                                | 1 – 0                                                                   | Bielorussia                                                             | Amichevole                                                              | -                                                                       | 65’                                                                     |
| 3-9-2005                                                                | Belgrado                                                                | Serbia e Montenegro                                                     | 2 – 0                                                                   | Lituania                                                                | Qual. Mondiali 2006                                                     | -                                                                       |                                                                         |
| 7-9-2005                                                                | Vilnius                                                                 | Lituania                                                                | 0 – 1                                                                   | Bosnia ed Erzegovina                                                    | Qual. Mondiali 2006                                                     | -                                                                       |                                                                         |
| 8-10-2005                                                               | Vilnius                                                                 | Lituania                                                                | 0 – 2                                                                   | Serbia e Montenegro                                                     | Qual. Mondiali 2006                                                     | -                                                                       | Cap.                                                                    |
| 6-2-2007                                                                | La Courneuve                                                            | Lituania                                                                | 1 – 3                                                                   | Mali                                                                    | Amichevole                                                              | 1                                                                       | 88’                                                                     |
| 8-9-2007                                                                | Glasgow                                                                 | Scozia                                                                  | 3 – 1                                                                   | Lituania                                                                | Qual. Euro 2008                                                         | -                                                                       | 56’                                                                     |
| 12-9-2007                                                               | Kaunas                                                                  | Lituania                                                                | 2 – 1                                                                   | Fær Øer                                                                 | Qual. Euro 2008                                                         | 1                                                                       | 86’                                                                     |
| 17-10-2007                                                              | Nantes                                                                  | Francia                                                                 | 2 – 0                                                                   | Lituania                                                                | Qual. Euro 2008                                                         | -                                                                       |                                                                         |
| 17-11-2007                                                              | Kaunas                                                                  | Lituania                                                                | 2 – 0                                                                   | Ucraina                                                                 | Qual. Euro 2008                                                         | -                                                                       | 90’                                                                     |
| 21-11-2007                                                              | Tbilisi                                                                 | Georgia                                                                 | 0 – 2                                                                   | Lituania                                                                | Qual. Euro 2008                                                         | -                                                                       | 35’ 52’                                                                 |
| 26-3-2008                                                               | Vilnius                                                                 | Lituania                                                                | 1 – 0                                                                   | Azerbaigian                                                             | Amichevole                                                              | -                                                                       | 46’                                                                     |
| 27-5-2008                                                               | Praga                                                                   | Rep. Ceca                                                               | 2 – 0                                                                   | Lituania                                                                | Amichevole                                                              | -                                                                       | 80’                                                                     |
| 1-6-2008                                                                | Riga                                                                    | Lettonia                                                                | 2 – 1                                                                   | Lituania                                                                | Coppa del Baltico 2008                                                  | -                                                                       | 76’                                                                     |
| 20-8-2008                                                               | Marijampolė                                                             | Lituania                                                                | 3 – 0                                                                   | Moldavia                                                                | Amichevole                                                              | -                                                                       | 69’                                                                     |
| 11-10-2008                                                              | Belgrado                                                                | Serbia                                                                  | 3 – 0                                                                   | Lituania                                                                | Qual. Mondiali 2010                                                     | -                                                                       | 46’                                                                     |
| Totale                                                                  |                                                                         | Presenze                                                                | 56                                                                      |                                                                         | Reti (5º posto)                                                         | 10                                                                      |                                                                         |

### Statistiche da allenatore

#### Club
Statistiche aggiornate al 18 novembre 2024.
| Stagione        | Squadra         | Campionato      | Campionato | Campionato | Campionato | Campionato | Coppe nazionali | Coppe nazionali | Coppe nazionali | Coppe nazionali | Coppe nazionali | Coppe continentali | Coppe continentali | Coppe continentali | Coppe continentali | Coppe continentali | Altre coppe | Altre coppe | Altre coppe | Altre coppe | Altre coppe | Totale | Totale | Totale | Totale | % Vittorie | Piazzamento |
| Stagione        | Squadra         | Comp            | G          | V          | N          | P          | Comp            | G               | V               | N               | P               | Comp               | G                  | V                  | N                  | P                  | Comp        | G           | V           | N           | P           | G      | V      | N      | P      | %          | Piazzamento |
| --------------- | --------------- | --------------- | ---------- | ---------- | ---------- | ---------- | --------------- | --------------- | --------------- | --------------- | --------------- | ------------------ | ------------------ | ------------------ | ------------------ | ------------------ | ----------- | ----------- | ----------- | ----------- | ----------- | ------ | ------ | ------ | ------ | ---------- | ----------- |
| 2014            | Trakai          | A               | 33         | 16         | 8          | 9          | CL              | 1               | 0               | 0               | 1               | -                  | -                  | -                  | -                  | -                  | -           | -           | -           | -           | -           | 34     | 16     | 8      | 10     | 47,06      | esonerato   |
| Totale carriera | Totale carriera | Totale carriera | 33         | 16         | 8          | 9          |                 | 1               | 0               | 0               | 1               |                    | -                  | -                  | -                  | -                  |             | -           | -           | -           | -           | 34     | 16     | 8      | 10     | 47,06      |             |

#### Nazionale
| Squadra  | Naz                 | dal             | al              | Record | Record | Record | Record | Record | Record | Record | Record     |
| Squadra  | Naz                 | dal             | al              | G      | V      | N      | P      | GF     | GS     | DR     | % Vittorie |
| -------- | ------------------- | --------------- | --------------- | ------ | ------ | ------ | ------ | ------ | ------ | ------ | ---------- |
| Lituania | Lituania (bandiera) | 12 gennaio 2016 | 4 dicembre 2018 | 28     | 3      | 5      | 20     | 15     | 57     | −42    | 10,71      |
| Lituania | Lituania (bandiera) | 30 gennaio 2023 | in corso        | 20     | 4      | 5      | 11     | 17     | 27     | −10    | 20,00      |
| Totale   | Totale              | Totale          | Totale          | 48     | 7      | 10     | 31     | 32     | 84     | −52    | 14,58      |

#### Nazionale nel dettaglio
| 2016            | Lituania        | Qual. Mondiale 2018           | 5º nel Gruppo F                                    | 4  | 1 | 2  | 1  | 25,00   | 5  | 7  | -2  |
| 2017            | Lituania        | Qual. Mondiale 2018           | 5º nel Gruppo F                                    | 6  | 0 | 1  | 5  | &0,00   | 2  | 13 | -11 |
| 2018            | Lituania        | UEFA Nations League 2018-2019 | 4º nel Gruppo 4 della Lega C                       | 6  | 0 | 0  | 6  | &0,00   | 3  | 16 | -13 |
| 2023            | Lituania        | Qual. Euro 2024               | 4º nel Gruppo G                                    | 8  | 1 | 3  | 4  | 12,50   | 8  | 14 | -6  |
| 2024            | Lituania        | UEFA Nations League 2022-2023 | Play-out. Vincitore                                | 2  | 2 | 0  | 0  | 100,00& | 2  | 0  | +2  |
| 2024            | Lituania        | UEFA Nations League 2024-2025 | 4º nel Gruppo 2 della Lega C, retrocesso in Lega D | 6  | 0 | 0  | 6  | &0,00   | 4  | 11 | -7  |
| Dal 2016        | Lituania        | Amichevoli                    |                                                    | 16 | 3 | 4  | 9  | 18,75   | 8  | 23 | -15 |
| Totale Lituania | Totale Lituania | Totale Lituania               | Totale Lituania                                    | 48 | 7 | 10 | 31 | 14,58   | 32 | 84 | -52 |

#### Panchine da commissario tecnico della nazionale lituana
| Cronologia completa delle presenze e delle reti in nazionale ― Lituania | Cronologia completa delle presenze e delle reti in nazionale ― Lituania | Cronologia completa delle presenze e delle reti in nazionale ― Lituania | Cronologia completa delle presenze e delle reti in nazionale ― Lituania | Cronologia completa delle presenze e delle reti in nazionale ― Lituania | Cronologia completa delle presenze e delle reti in nazionale ― Lituania | Cronologia completa delle presenze e delle reti in nazionale ― Lituania | Cronologia completa delle presenze e delle reti in nazionale ― Lituania |
| Data                                                                    | Città                                                                   | In casa                                                                 | Risultato                                                               | Ospiti                                                                  | Competizione                                                            | Reti                                                                    | Note                                                                    |
| ----------------------------------------------------------------------- | ----------------------------------------------------------------------- | ----------------------------------------------------------------------- | ----------------------------------------------------------------------- | ----------------------------------------------------------------------- | ----------------------------------------------------------------------- | ----------------------------------------------------------------------- | ----------------------------------------------------------------------- |
| 23-3-2016                                                               | Giurgiu                                                                 | Romania                                                                 | 1 – 0                                                                   | Lituania                                                                | Amichevole                                                              | -                                                                       | Cap: F. Černych                                                         |
| 26-3-2016                                                               | Mosca                                                                   | Russia                                                                  | 3 – 0                                                                   | Lituania                                                                | Amichevole                                                              | -                                                                       | Cap: F. Černych                                                         |
| 29-5-2016                                                               | Klaipėda                                                                | Lituania                                                                | 2 – 0                                                                   | Estonia                                                                 | Coppa del Baltico 2016                                                  | Nerijus Valskis Fiodor Černych                                          | Cap: F. Černych                                                         |
| 1-6-2016                                                                | Riga                                                                    | Lettonia                                                                | 2 – 1                                                                   | Lituania                                                                | Coppa del Baltico 2016                                                  | Fiodor Černych                                                          | Cap: F. Černych                                                         |
| 6-6-2016                                                                | Cracovia                                                                | Polonia                                                                 | 0 – 0                                                                   | Lituania                                                                | Amichevole                                                              | -                                                                       | Cap: F. Černych                                                         |
| 4-9-2016                                                                | Vilnius                                                                 | Lituania                                                                | 2 – 2                                                                   | Slovenia                                                                | Qual. Mondiali 2018                                                     | Fiodor Černych Vykintas Slivka                                          | Cap: F. Černych                                                         |
| 8-10-2016                                                               | Glasgow                                                                 | Scozia                                                                  | 1 – 1                                                                   | Lituania                                                                | Qual. Mondiali 2018                                                     | Fiodor Černych                                                          | Cap: F. Černych                                                         |
| 11-10-2016                                                              | Vilnius                                                                 | Lituania                                                                | 2 – 0                                                                   | Malta                                                                   | Qual. Mondiali 2018                                                     | Fiodor Černych Arvydas Novikovas (rig.)                                 | Cap: F. Černych                                                         |
| 11-11-2016                                                              | Trnava                                                                  | Slovacchia                                                              | 4 – 0                                                                   | Lituania                                                                | Qual. Mondiali 2018                                                     | -                                                                       | Cap: F. Černych                                                         |
| 22-3-2017                                                               | Ústí nad Labem                                                          | Rep. Ceca                                                               | 3 – 0                                                                   | Lituania                                                                | Amichevole                                                              | -                                                                       | Cap: M. Kuklys                                                          |
| 26-3-2017                                                               | Londra                                                                  | Inghilterra                                                             | 2 – 0                                                                   | Lituania                                                                | Qual. Mondiali 2018                                                     | -                                                                       | Cap: F. Černych                                                         |
| 10-6-2017                                                               | Vilnius                                                                 | Lituania                                                                | 1 – 2                                                                   | Slovacchia                                                              | Qual. Mondiali 2018                                                     | Arvydas Novikovas                                                       | Cap: F. Černych                                                         |
| 1-9-2017                                                                | Vilnius                                                                 | Lituania                                                                | 0 – 3                                                                   | Scozia                                                                  | Qual. Mondiali 2018                                                     | -                                                                       | Cap: F. Černych                                                         |
| 4-9-2017                                                                | Lubiana                                                                 | Slovenia                                                                | 4 – 0                                                                   | Lituania                                                                | Qual. Mondiali 2018                                                     | -                                                                       | Cap: F. Černych                                                         |
| 5-10-2017                                                               | Ta' Qali                                                                | Malta                                                                   | 1 – 1                                                                   | Lituania                                                                | Qual. Mondiali 2018                                                     | Vykintas Slivka                                                         | Cap: F. Černych                                                         |
| 8-10-2017                                                               | Vilnius                                                                 | Lituania                                                                | 0 – 1                                                                   | Inghilterra                                                             | Qual. Mondiali 2018                                                     | -                                                                       | Cap: F. Černych                                                         |
| 24-3-2018                                                               | Tbilisi                                                                 | Georgia                                                                 | 4 – 0                                                                   | Lituania                                                                | Amichevole                                                              | -                                                                       | Cap: F. Černych                                                         |
| 27-3-2018                                                               | Erevan                                                                  | Armenia                                                                 | 0 – 1                                                                   | Lituania                                                                | Amichevole                                                              | Ovidijus Verbickas                                                      | Cap: F. Černych                                                         |
| 30-5-2018                                                               | Rakvere                                                                 | Estonia                                                                 | 2 – 0                                                                   | Lituania                                                                | Coppa del Baltico 2018                                                  | -                                                                       | Cap: F. Černych                                                         |
| 5-6-2018                                                                | Tallinn                                                                 | Lettonia                                                                | 1 – 1                                                                   | Lituania                                                                | Coppa del Baltico 2018                                                  | Karolis Laukzemis                                                       | Cap: F. Černych                                                         |
| 8-6-2018                                                                | Mosca                                                                   | Iran                                                                    | 1 – 0                                                                   | Lituania                                                                | Amichevole                                                              | -                                                                       | Cap: M. Kuklys                                                          |
| 12-6-2018                                                               | Varsavia                                                                | Polonia                                                                 | 4 – 0                                                                   | Lituania                                                                | Amichevole                                                              | -                                                                       | Cap: F. Černych                                                         |
| 7-9-2018                                                                | Vilnius                                                                 | Lituania                                                                | 0 – 1                                                                   | Serbia                                                                  | UEFA Nations League 2018-2019 - 1º turno                                | -                                                                       | Cap: F. Černych                                                         |
| 10-9-2018                                                               | Podgorica                                                               | Montenegro                                                              | 2 – 0                                                                   | Lituania                                                                | UEFA Nations League 2018-2019 - 1º turno                                | -                                                                       | Cap: F. Černych                                                         |
| 11-10-2018                                                              | Vilnius                                                                 | Lituania                                                                | 1 – 2                                                                   | Romania                                                                 | UEFA Nations League 2018-2019 - 1º turno                                | Artūras Žulpa                                                           | Cap: F. Černych                                                         |
| 14-10-2018                                                              | Vilnius                                                                 | Lituania                                                                | 1 – 4                                                                   | Montenegro                                                              | UEFA Nations League 2018-2019 - 1º turno                                | Rolandas Baravykas                                                      | Cap: F. Černych                                                         |
| 17-11-2018                                                              | Ploiești                                                                | Romania                                                                 | 3 – 0                                                                   | Lituania                                                                | UEFA Nations League 2018-2019 - 1º turno                                | -                                                                       | Cap: F. Černych                                                         |
| 20-11-2018                                                              | Belgrado                                                                | Serbia                                                                  | 4 – 1                                                                   | Lituania                                                                | UEFA Nations League 2018-2019 - 1º turno                                | Deimantas Petravičius                                                   | Cap: F. Černych                                                         |
| 24-3-2023                                                               | Belgrado                                                                | Serbia                                                                  | 2 – 0                                                                   | Lituania                                                                | Qual. Euro 2024                                                         | -                                                                       | Cap: F. Černych                                                         |
| 27-3-2023                                                               | Atene                                                                   | Grecia                                                                  | 0 – 0                                                                   | Lituania                                                                | Amichevole                                                              | -                                                                       | Cap: F. Černych                                                         |
| 17-6-2023                                                               | Kaunas                                                                  | Lituania                                                                | 1 – 1                                                                   | Bulgaria                                                                | Qual. Euro 2024                                                         | Edvinas Girdvainis                                                      | Cap: F. Černych                                                         |
| 20-6-2023                                                               | Budapest                                                                | Ungheria                                                                | 2 – 0                                                                   | Lituania                                                                | Qual. Euro 2024                                                         | -                                                                       | Cap: L. Klimavičius                                                     |
| 7-9-2023                                                                | Kaunas                                                                  | Lituania                                                                | 2 – 2                                                                   | Montenegro                                                              | Qual. Euro 2024                                                         | Gytis Paulauskas Fiodor Černych                                         | Cap: E. Girdvainis                                                      |
| 10-9-2023                                                               | Kaunas                                                                  | Lituania                                                                | 1 – 3                                                                   | Serbia                                                                  | Qual. Euro 2024                                                         | Gytis Paulauskas                                                        | Cap: F. Černych                                                         |
| 14-10-2023                                                              | Sofia                                                                   | Bulgaria                                                                | 0 – 2                                                                   | Lituania                                                                | Qual. Euro 2024                                                         | 2 Pijus Širvys                                                          | Cap: F. Černych                                                         |
| 17-10-2023                                                              | Kaunas                                                                  | Lituania                                                                | 2 – 2                                                                   | Ungheria                                                                | Qual. Euro 2024                                                         | Fedor Černych Pijus Širvys                                              | Cap: F. Černych                                                         |
| 16-11-2023                                                              | Podgorica                                                               | Montenegro                                                              | 2 – 0                                                                   | Lituania                                                                | Qual. Euro 2024                                                         |                                                                         | Cap: F. Černych                                                         |
| 19-11-2023                                                              | Kolossi                                                                 | Cipro                                                                   | 1 – 0                                                                   | Lituania                                                                | Amichevole                                                              |                                                                         | Cap: E. Girdvainis                                                      |
| 21-3-2024                                                               | Faro                                                                    | Gibilterra                                                              | 0 – 1                                                                   | Lituania                                                                | UEFA Nations League 2022-2023 - Play-out                                | Armandas Kucys                                                          | Cap: F. Černych                                                         |
| 26-3-2024                                                               | Kaunas                                                                  | Lituania                                                                | 1 – 0                                                                   | Gibilterra                                                              | UEFA Nations League 2022-2023 - Play-out                                | Fiodor Černych                                                          | Cap: F. Černych                                                         |
| 8-6-2024                                                                | Liepāja                                                                 | Lettonia                                                                | 0 – 2                                                                   | Lituania                                                                | Coppa del Baltico 2024                                                  | Armandas Kucys Artūr Dolžnikov                                          | Cap: F. Černych                                                         |
| 11-6-2024                                                               | Kaunas                                                                  | Lituania                                                                | 1 – 1 (3 – 4 dtr)                                                       | Estonia                                                                 | Coppa del Baltico 2024                                                  | Giedrius Matulevičius                                                   | Cap: J. Lasickas                                                        |
| 6-9-2024                                                                | Marijampolė                                                             | Lituania                                                                | 0 – 1                                                                   | Cipro                                                                   | UEFA Nations League 2024-2025 - 1º turno                                | -                                                                       | Cap: J. Lasickas                                                        |
| 9-9-2024                                                                | Bucarest                                                                | Romania                                                                 | 3 – 1                                                                   | Lituania                                                                | UEFA Nations League 2024-2025 - 1º turno                                | Armandas Kučys                                                          | Cap: J. Lasickas                                                        |
| 12-10-2024                                                              | Kaunas                                                                  | Lituania                                                                | 1 – 2                                                                   | Kosovo                                                                  | UEFA Nations League 2024-2025 - 1º turno                                | Paulius Golubickas                                                      | Cap: J. Lasickas                                                        |
| 15-10-2024                                                              | Kaunas                                                                  | Lituania                                                                | 1 – 2                                                                   | Romania                                                                 | UEFA Nations League 2024-2025 - 1º turno                                | Armandas Kučys (rig.)                                                   | Cap: J. Lasickas                                                        |
| 15-11-2024                                                              | Larnaca                                                                 | Cipro                                                                   | 2 – 1                                                                   | Lituania                                                                | UEFA Nations League 2024-2025 - 1º turno                                | Gvidas Gineitis                                                         | Cap: J. Lasickas                                                        |
| 18-11-2024                                                              | Pristina                                                                | Kosovo                                                                  | 1 – 0                                                                   | Lituania                                                                | UEFA Nations League 2024-2025 - 1º turno                                | -                                                                       | Cap: F. Černych                                                         |
| Totale                                                                  |                                                                         | Presenze                                                                | 48                                                                      |                                                                         | Reti                                                                    | 32                                                                      |                                                                         |

## Palmarès

### Giocatore

#### Club

##### Competizioni nazionali
- Campionato lituano: 2

Žalgiris: 1991, 1991-1992
- Coppa di Lituania: 3

Žalgiris: 1991, 1993, 1994
- Campionato belga: 1

Club Brugge: 1997-1998
- Supercoppa del Belgio: 1

Club Brugge: 1998
- Campionato portoghese: 2

Porto: 2002-2003, 2003-2004
- Coppa di Portogallo: 1

Porto: 2002-2003
- Supercoppa di Portogallo: 1

Porto: 2003
- Coppa di Scozia: 1

Heart: 2005-2006

##### Competizioni Internazionali
- Coppa UEFA: 1

Porto: 2002-2003
- UEFA Champions League: 1

Porto: 2003-2004

#### Individuale
- Capocannoniere del campionato lituano: 1

1995-1996 (25 gol)
- Calciatore lituano dell'anno: 5

1997, 1998, 2000, 2001, 2004